# Tremella giraffa
Tremella giraffa är en svampart som beskrevs av Chee J. Chen 1998. Tremella giraffa ingår i släktet Tremella och familjen Tremellaceae.  Artens status i Sverige är: Ej påträffad. Inga underarter finns listade i Catalogue of Life.